# Paruzzaro
Paruzzaro är en ort och kommun i provinsen Novara i regionen Piemonte i Italien. Kommunen hade 2 185 invånare (2018).